# 폴 살로펙
폴 살로펙(Paul Salopek, 1962년 2월 9일)은 미국의 기자이자 작가이다. 그는 퓰리처상을 두 차례 수상했으며 멕시코 중부에서 자랐다. 살로펙은 시카고 트리뷴, 포린 폴리시, 디 애틀랜틱, 내셔널 지오그래픽 및 기타 여러 출판물에서 전 세계적으로 보도했다. 2013년 1월, 살로펙은 초기 인류가 이주하기 위해 아프리카에서부터 이동한 경로 중 하나를 따라 7년간 걸을 것으로 계획한 IRS의 비영리 단체 "Out of Eden Walk"를 설립했다. 2024년 7월 기준 현재도 그 프로젝트가 진행 중이다. 대륙 횡단 여행은 24,000마일을 여행할 계획이다. Out of Eden Walk는 공공 기부 외에도 내셔널 지오그래픽 협회, Knight 재단, Robert R. McCormick 재단 및 Abundance 재단에서 부분적으로 자금을 지원받았다.